# Efijalt
Efijalt, (prema legendi) Malijac koji je u bitci kod Termopila izdao grčke snage. Perzijskom kralju Kserksu je pokazao put kojem ce zaobići prolaz i doći Spartancima i Tebancima iza leđa, poslije čega su Perzijanci porazili grčku vojsku.            